# Radrum

Raderna i en matris.

Radrummet till en matris är i linjär algebra alla möjliga linjärkombinationer av matrisens radvektorer. Radrummet till en m × n-matris är ett underrum till ett n-dimensionellt vektorrum.
Radrummet och kolonnrummet har alltid samma dimension, denna dimension kallas matrisens rang.

## Definition
Låt A vara en m × n-matris med radvektorerna {\displaystyle {\textbf {r}}_{1},{\textbf {r}}_{2},...,{\textbf {r}}_{m}}, då en linjärkombination av dessa vektorer är en vektor på formen
{\displaystyle {\textbf {v}}=a_{1}{\textbf {r}}_{1}+a_{2}{\textbf {r}}_{2}+...+a_{m}{\textbf {r}}_{m}}
där {\displaystyle a_{1},a_{2},...,a_{m}} är skalärer. Mängden av alla linjärkombinationer är radrummet till matrisen. Annorlunda uttryckt spänner radvektorerna i matrisen upp matrisens radrum.

## Bas för radrum
En bas för radrummet till en m × n-matris kan fås genom att reducera matrisen till en trappstegsmatris och sedan plocka ut de nollskilda raderna.

### Exempel
Om man vill ha en bas till radrummet till matrisen
{\displaystyle A={\begin{pmatrix}1&2&1\\2&5&6\\1&3&5\end{pmatrix}}}
reducerar man den till trappstegsform:
{\displaystyle {\begin{pmatrix}1&2&1\\2&5&6\\1&3&5\end{pmatrix}}\sim {\begin{pmatrix}1&2&1\\0&1&4\\0&1&4\end{pmatrix}}\sim {\begin{pmatrix}1&2&1\\0&1&4\\0&0&0\end{pmatrix}}}
och får att radrummet spänns upp av vektorerna {\displaystyle (1,2,1)} och {\displaystyle (0,1,4)}.

## Relation till nollrummet
Nollrummet till en matris är de vektorer som avbildas på en nollvektor av matrisen, med andra ord är en vektor {\displaystyle {\textbf {x}}} i matrisen A:s nollrum om {\displaystyle A{\textbf {x}}=0}. Från reglerna för matrismultiplikation följer det att {\displaystyle A{\textbf {x}}=0} om och endast om skalärprodukten av {\displaystyle {\textbf {x}}} med varje radvektor {\displaystyle {\textbf {r}}_{1},{\textbf {r}}_{2},...,{\textbf {r}}_{m}} är noll, dvs:
{\displaystyle \langle {\textbf {x}}|{\textbf {r}}_{i}\rangle =0~~1\leq i\leq m.}
Med andra ord är vektorerna i nollrummet ortogonala mot vektorerna i radrummet, så att 
radrummet är det ortogonala komplementet till nollrummet.